# 蝙蝠俠與小丑女
《蝙蝠俠與小丑女》（英語：Batman and Harley Quinn）是一部2017年由華納兄弟動畫公司製片並由華納兄弟家庭娛樂發行的超級英雄動畫電影，電影劇本由吉姆·克雷格與曾經負責過《蝙蝠俠：動畫系列》的布魯斯·蒂姆共同撰寫。本片也是DC宇宙動畫原創電影的第二十九部作品。蒂姆宣稱該電影將是DC動畫宇宙的一部分，但並未被華納所承認。電影在2017年7月21日初次於聖地牙哥國際漫畫展上映，之後於2017年8月14日在戲院進行一晚的有限上映。

## 劇情
蝙蝠俠與夜翼發現毒藤女和植物人（傑森·伍德路）聯手策劃一項秘密計謀，於是蝙蝠俠與夜翼被迫尋求哈莉·奎茵（毒藤女的的好友暨小丑的前任跟班）的協助以得知兩人的藏身之處。然而，哈莉自從假釋出獄後已經了脫離犯罪生活。蝙蝠俠只好將尋找哈莉的工作交給夜翼，自己則前往天眼局詢問相關資訊。
在天眼局，蝙蝠俠得知了毒藤女與植物人竊取了關於沼澤異形的資料並綁架了一名名為哈洛德·金布魯的科學家以複製亞歷克·荷蘭的變身過程，並將所有生命轉變成植物來「綠化」地球。
夜翼發現哈莉在一間餐廳擔任女服務生便偷偷尾隨她。哈莉對於他的跟蹤感到相當憤怒，因為她現在只想過著正常的生活。由於她之前作為超級反派時的犯罪前科讓她無法重回精神科醫師的職業。最後夜翼仍成功說服她與自己和蝙蝠俠二人並肩作戰。
哈莉帶領他們前往位於布魯海文市的屠殺沼澤。當見到摯友哈莉幫助蝙蝠俠時，毒藤女感到十分難過。植物人則給金布魯博士致命一擊後與毒藤女一起逃離。然而，垂死的金布魯博士向蝙蝠俠一行人透漏伍德路兩人要到路易斯安那州取得有效的沼澤化學物質。
與天眼局連繫後，蝙蝠俠、夜翼和哈莉前往阻止毒藤女他們，哈莉也以眼淚及兩人的友情使毒藤女放棄了計畫。隨後，沼澤異形現身告知植物人他的藥劑將會摧毀生態後便轉身離去。然而，蝙蝠俠與夜翼卻與植物人戰鬥時陷入了困境，直到哈莉提到他的身體是由植物構成並向兩人詢問是否有攜帶火柴。聽到他的提議後，蝙蝠俠與夜翼各別吻了她的臉頰，並以火焰擊敗了植物人。
在片尾片段中，哈莉以醫生的身分的工作舉行實境秀讓病患在遊戲的重重障礙中面對自身的恐懼。

## 角色
- 凱文·康羅伊 配音 「蝙蝠俠」布魯斯·韋恩（Batman／Bruce Wayne）
- 梅麗莎·勞奇 配音 「哈莉·奎茵」哈琳·奎澤（Harley Quinn／Dr. Harleen Quinzel）
- 羅倫·萊斯特 配音 「夜翼」迪克·格雷森（Nightwing／Dick Grayson）
- 珮姬·布魯斯特 配音 「毒藤女」帕梅拉·艾絲莉（Poison Ivy／Pamela Isley）
- 凱文·麥可·理查森 配音 「植物人」傑森·伍德路（Floronic Man／Jason Woodrue）
- 約翰·迪·瑪吉歐 配音 「沼澤異型」亞歷克·荷蘭（Swamp Thing／Alec Hollan）[6] 及鋼鐵中士（英语：Sarge Steel）
- 艾瑞克·鲍扎 配音 韋斯利
- 羅賓·阿特金·多恩斯 配音 查爾斯「犀牛」戴爾立
- 崔佛·戴福爾 配音 鮑比·利柏維茲
- 羅伯·保羅森 配音 哈洛德·金布魯和 Min & Max
- 明蒂·史特林 配音 協調人員
- 布魯斯·蒂姆 配音 「金色先鋒」麥可·J·卡特（Booster Gold／Michael J. Carter）

## 本片背景設定爭議之處
雖然布魯斯提姆設定本片為DC動畫宇宙的一部份，並作為BTAS(蝙蝠俠：動畫系列)世界觀的相關電影，但事實上根據老動畫粉絲、及觀眾看過本片的感想，表示此片僅是人物畫風延續BTAS(「蝙蝠俠：動畫系列」)世界觀中，第二部影集「新冒險」的畫風，劇情風格變得歡樂、活潑，偏孩童化，與動畫系列、新冒險的劇情風格設定不符，在世界觀的背景設定上造成很大的差異，華納官方也沒有正式確認本片為「新冒險」影集的相關電影，因此本片只是DC動畫宇宙中，獨立世界觀的原創動畫電影。

## 評價
這部電影最初受到了好壞參半的評價。多數評論稱讚康羅伊和萊斯特的配音，他們的演出令人對當時的動畫深感懷舊。但是劇情及勞奇對哈莉·奎茵的配音則遭到負面的評價。電影在爛番茄上的平均分數為5.8 / 10分。整體來說，電影並沒有像之前的DC動畫一樣受到高度的關注。多數影評認為電影劇情薄弱而且是成人題材及幼稚幽默的怪異組合，這選擇不僅令觀眾們混淆也惹怒了老動畫粉絲。

## 外部連結
- 互联网电影数据库（IMDb）上《蝙蝠俠與小丑女》的资料（英文）
- 《蝙蝠俠與哈莉奎茵》 （页面存档备份，存于）在The World's Finest上的資料
- 《蝙蝠俠與哈莉奎茵》 （页面存档备份，存于）在爛番茄上的資料